# Miheșu de Câmpie, Mureș
Miheșu de Câmpie (în maghiară Mezőméhes, în germană Bienendorf) este satul de reședință al comunei cu același nume din județul Mureș, Transilvania, România.

## Așezare
Localitate situată pe Pârâul de Câmpie, afluent al Mureșului, pe drumun județean DN 15 Luduș - Sărmașu, în partea centrală a Podișului Transilvaniei, având o mare suprafață întinsă, sub formă de câmpie, de unde și numele de "Câmpie".
Teritoriul așezării este favorizat de o lungă rețea de comunicații. Pe direcția N-S calea ferată care leagă orașul Luduș de nodul de cale ferată Magheruș-Șieu. Exista înainte de 1998 și o cale ferată îngustă spre orașul Târgu Mureș. Tot pe direcția N-S localitatea este traversată de o șosea care leagă orașele Ludus și Sărmașu.

## Istoric

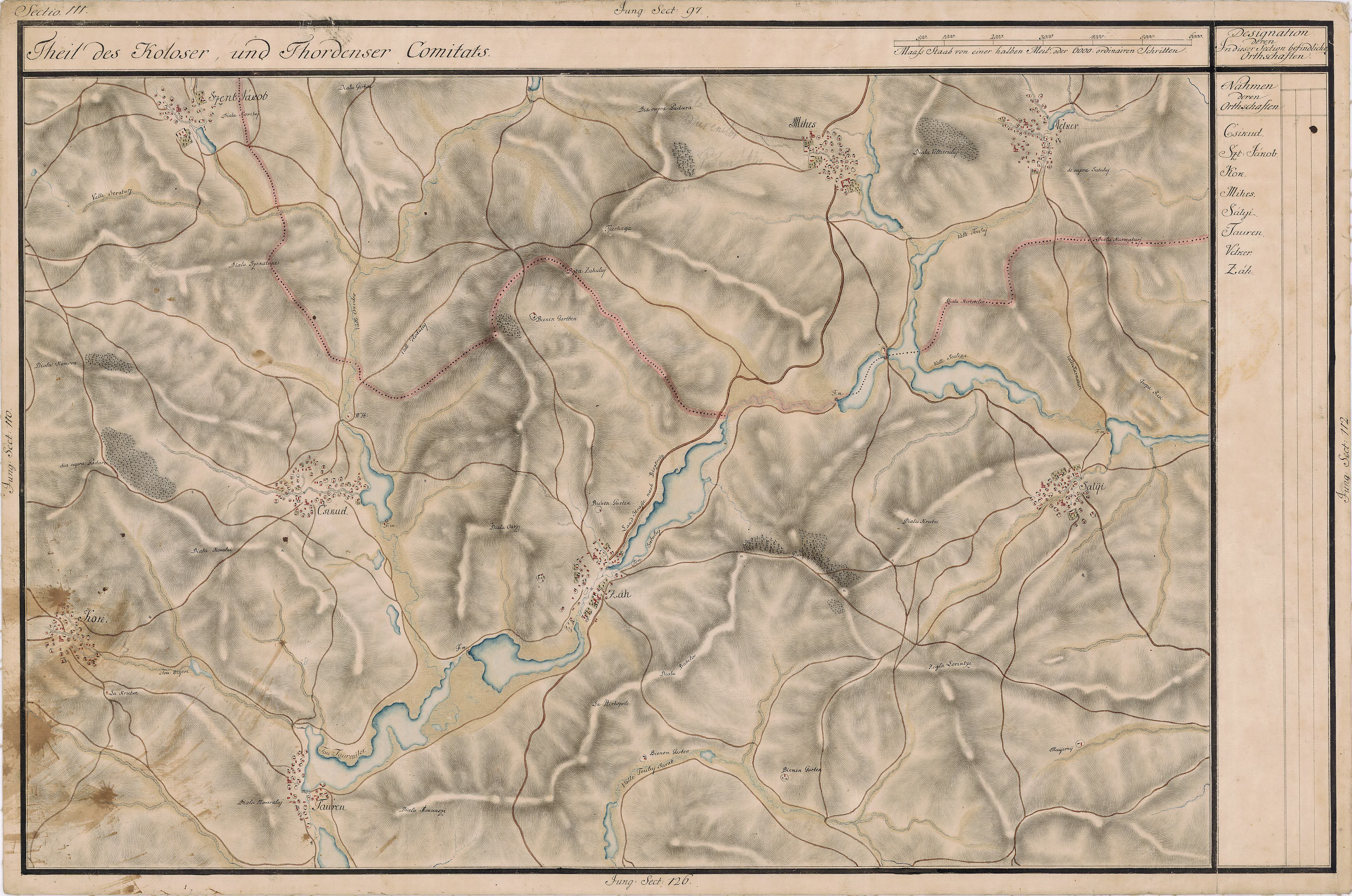
Miheșu de Câmpie ca Mihes pe Harta Iosefină a Transilvaniei, 1769-1773

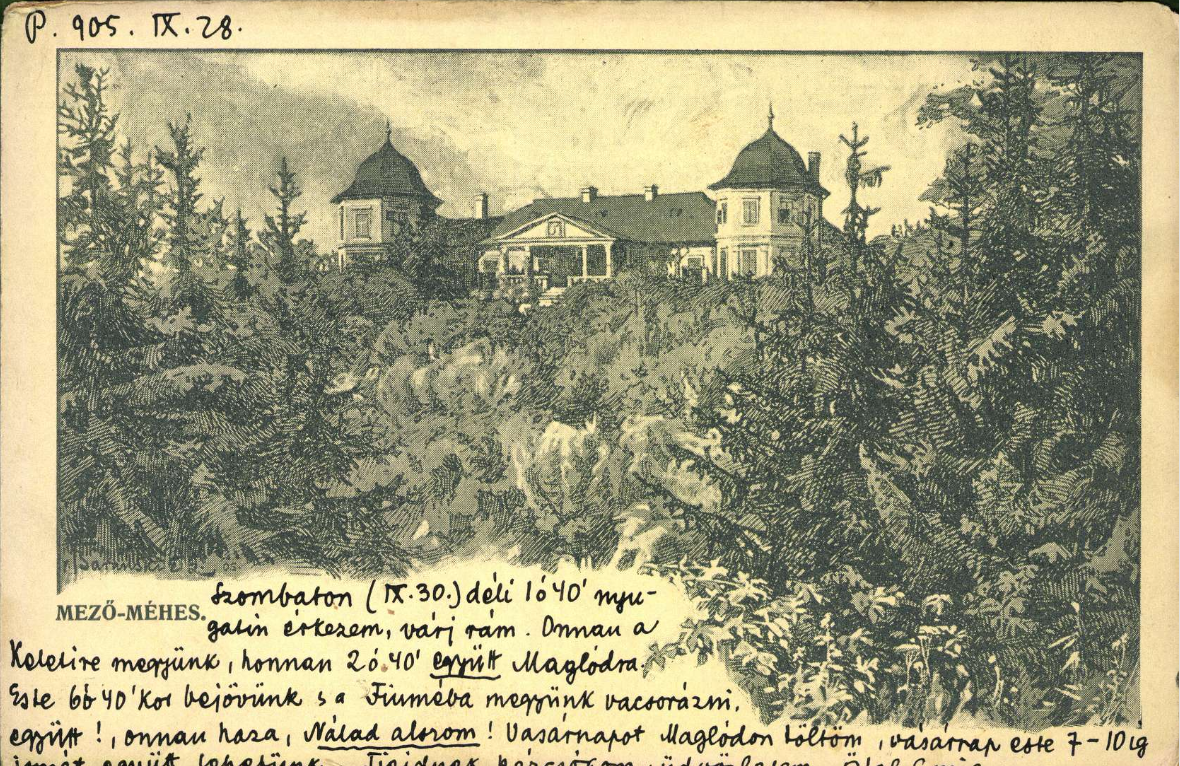
Castelul Béldi din Miheșu (1905)

Localitatea este atestat documentar în anul 1293 ca Mehes. Totodată, pe parcursul anilor este amintit sub formele de Méhes (1348), Méhes hungaricalis (1427) și Meheus (1437). Prin unirea satelor Miheșu Mic (în maghiară Kisméhes) și Miheșu Mare (în maghiară Nagyméhes) s-a format localitatea de astăzi. Parohia catolică aparținea de protopopiatul din Turda și avea ca preot în 1492 Michael, filius Petri Baranyai de Buda. Biserica medievală cu hramul „Sfântul Martin” se găsea la Miheșu Mare.
În anul 1556 localitatea a trecut la religia reformată. Actuala biserică reformată din centrul satului a fost construită în anul 1909, ctitorul fiind Gyula Kendeffy. Familia Kendeffy a donat bisericii în 1910 orga Rieger⁠(de)[traduceți].
Comunitatea română locală era divizată pe plan religios. Biserica de lemn cu hramul „Sfânta Treime” ale greco-catolicilor a fost edificată în anul 1806, iar celor ortodocși cu hramul „Sfântul Nicolae” în 1901 din materialul obținut în urma demolării vechii biserici.
De-a lungul secolelor familia Béldi⁠(hu)[traduceți] a jucat un rol important în viața satului deținând moșii atât în localitate, cât și în satul vecin Balda. La sfârșitul secolului al XVIII-lea s-au construit castele pe ambele moșii, Castelul Béldi din Miheșu de Câmpie însă s-a distrus. Conacul familiei Illyés încă se poate găsi în centrul satului Miheșu.
Din informațiile verbale, culese de la batrânii satului localitatea Miheșu de Câmpie datează de la începutul sec. XIII. Dominând satul, latifundiarii au construit o clădire pentru sediul primariei, o școală  cu predare în maghiară, precum și biserica reformata din centrul satului.Pentru românii iobagi , prin colectă și donații, s-au construit o școală confesională cu zidul de pământ și acoperită cu stuf. La această școală care aparținea bisericilor ortodoxă și unită, învățau carte fiii de iobagi, având ca dascăl cantorul bisericii, care avea o retribuție de la credincioși. Tot în asfel de împrejurări românii iobagi au construit o bisericuță mică, din bârne, la periferia nordică a satului.

## Vezi și
- Biserica de lemn Sfânta Treime din Miheșu de Câmpie
- Biserica de lemn Sfântu Nicolae din Miheșu de Câmpie
- Biserica reformată din Miheșu de Câmpie